# Route nationale 95 (France)
Pour les articles homonymes, voir Route nationale 95 et N95.
La route nationale 95, ou RN 95, était une route nationale française reliant Tournon-sur-Rhône à l'autoroute A7 (sortie 13), dans la commune de Tain-l'Hermitage. Elle reprend un ancien tronçon de la RN 532. En 2006, elle a été transférée aux conseils généraux de l'Ardèche et de la Drôme.

## Histoire
En 1824, lors de la renumérotation des routes impériales, le numéro 95 a été attribué à la route de Brignoles à Antibes (ancienne route impériale no 114). La RN 95 allait de la RN 7, à Brignoles, à la RN 97, au Luc.
Lors de la réforme des années 1930, aucune route n'a repris le numéro 95. L'ancienne RN 95 et l'ancien tronçon de la RN 97 entre Le Luc et Antibes ont été repris par la RN 7.

## Ancien tracé
- Tournon-sur-Rhône
- Tain-l'Hermitage
- A7  13